# Pontifícia Universidade Católica do Rio de Janeiro

Inauguração da nova sede da Pontifícia Universidade Católica do Rio de Janeiro (PUC-Rio), em 17 de julho de 1955.Mídia sob a guarda do Arquivo Nacional.

A Pontifícia Universidade Católica do Rio de Janeiro (PUC-Rio) é uma instituição de ensino superior comunitária, filantrópica e sem fins lucrativos da Secretaria de Regulação e Supervisão da Educação Superior. Sediada na Gávea, Rio de Janeiro, no Brasil.
Foi fundada em 1941 por D. Sebastião Leme e pelo padre Leonel Franca, S.J., e reconhecida oficialmente pelo Decreto 8.681, de 15 de janeiro de 1946. Por Decreto da Congregação dos Seminários, de 20 de janeiro de 1947, a universidade recebeu o título de pontifícia.
Nos tempos atuais, é reconhecida como uma das melhores e mais prestigiadas universidades da América Latina.  O Times Higher Education, um dos institutos que avaliam as universidades em nível global, classificou a PUC-Rio entre as 10 melhores universidades da América Latina, tendo alcançado a 10ª posição no ranking geral de 2022. O mesmo instituto a classificou como a líder em parceria com a indústria e a melhor universidade privada do país. Em 9 de maio de 2018 o Times Higher Education Emerging Economies University Rankings 2018, classificou a universidade como a 3ª melhor melhor universidade do Brasil, e a 61ª no ranking geral dos países emergentes.
A PUC-Rio foi uma das universidades pioneiras no ensino do empreendedorismo nos cursos de graduação no Brasil. A universidade possui dentro do seu campus a incubadora de empresas Gênesis em que 90% das empresas sobrevivem após sair da orientação do instituto.

## Ensino
Oferece cursos de graduação, pós-graduação stricto sensu - mestrado e doutorado - e lato sensu - especialização.

## Departamentos e Institutos

### Centro de Ciências Sociais (CCS)
Formado com a reforma universitária, que ocorreu na PUC-RIO no final da década de 1960, o Centro de Ciências Sociais é composto pelo departamentos de administração, ciências sociais, comunicação social, direito, economia, geografia e meio ambiente, história, relações internacionais e serviço social.

#### Departamento de Administração
O Departamento de Administração oferece cursos de graduação, especialização (MBA), mestrado e doutorado. Também oferece cursos executivos fechados para empresas (de curta e longa duração), trabalhos de pesquisa e consultoria.
Mais conhecido como IAG - A Escola de Negócios da PUC-Rio, está localizado no campus da Gávea e já formou mais de 50 mil alunos.
Fundado em 1958, como Instituto de Administração e Gerência (IAG), anos depois passou a ser chamado de IAG - Escola de Negócios.
Na área de pesquisa, há dois núcleos: o de "Estudos em Infraestrutura e Energia", e o de "Pesquisa em Negócios Internacionais". Ambos os núcleos realizam pesquisas e trabalhos de consultoria para outras organizações.
Na área internacional, o IAG/PUC-Rio possui diversas parcerias, tais como: programa de dupla diplomação com Institut d´Administartion des Entreprises (IAE de Grenoble, França), programa de dupla diplomação com a State University of New York at New Paltz (SUNY New Paltz) para alunos de graduação, programa Gateway to New York com a Universidade Fordham (Nova York, Estados Unidos), Semana ABC com a Universidade Católica Argentina, com a Pontifícia Universidade Católica do Chile e com a Universidade Católica do Uruguai.

#### Departamento de Ciências Sociais
O Departamento de Ciências Sociais oferece cursos de graduação em Bacharelado e Licenciatura em Ciências Sociais. Também é responsável por cursos de pós-graduação de especialização,  que possui enfoque em Ciência Política, Antropologia e Sociologia, Mestre em Ciências Sociais(conceito CAPES 4) e doutorado em Ciências Sociais(conceito CAPES 4)

#### Departamento de Comunicação Social
O Departamento de Comunicação Social conta com professores como André Trigueiro, Arthur Dapieve, Clélia Bessa, Chico Otávio, David Tygel, Ermelinda Rita, Hermes Frederico, Luiz Nachbin, Rodolfo Schneider e Silvio Tendler. Repórteres como Ali Kamel, Fernanda Gentil, Márcio Gomes, Mauro Ventura, Nilson Klava, Patricia Kogut e Pedro Bial se formaram na Universidade.
Os alunos de comunicação contam com o Projeto Comunicar, que se divide nos seguintes núcleos: Jornalismo Impresso, Assessoria de Comunicação Social, Rádio e Internet, Agência Experimental de Propaganda (Agência.com), TV PUC, Editora PUC-Rio e Comunicação Comunitária. Os alunos de Comunicação se dividem, em diversas funções, nas áreas de rádio, televisão e jornal. Todo o material produzido é exibido no site.

#### Departamento de Direito
Criado em 1941, o Departamento de Direito da PUC-Rio tem se destacado pela característica humanista e interdisciplinar de seu curso de graduação fundamentado em uma filosofia de individualização do currículo pelo aluno; pela sintonia com as demandas contemporâneas, oferecendo cursos de especialização voltados para as questões mais modernas do mundo jurídico; pelo desenvolvimento de pesquisas interdisciplinares sobre o direito, mantendo a tradição iniciada na década de 1970, quando o curso de direito da PUC-Rio se tornou um dos referentes da pesquisa no campo da sociologia do direito; pela oferta de um programa de pós-graduação stricto sensu na área de Teoria do Estado e Direito Constitucional, com cursos de Mestrado e de Doutorado que têm contribuído para a formação de professores e pesquisadores inseridos em diferentes instituições de ensino.

#### Departamento de Economia
O Departamento de Economia, criado em 1963, tornou-se, a partir do final da década de 1970, um dos mais conceituados centros de ensino e pesquisa em economia da América Latina.
Armínio Fraga,  Gustavo Franco, André Lara Resende, Francisco Lopes, Winston Fritsch, Edmar Bacha e Elena Landau são apenas alguns dos economistas formados pela PUC-Rio que dirigiram os destinos do Brasil, no final da década de 1990 e início da década de 2000.
Hoje, o departamento continua desenvolvendo pesquisa e segue tendo um dos melhores cursos de economia da América do Sul, dirigido atualmente por Rogério Werneck e Márcio Garcia.

#### Departamento de História
O Departamento de História da PUC-Rio, criado em 1941, oferece cursos de graduação – Licenciatura e Bacharelado em História – e de pós-graduação strictu senso – Mestrado e Doutorado em História Social da Cultura –, além de cursos de Especialização – em História da Arte e da Arquitetura no Brasil e História e Cultura Afrodescendente. Participa, também, do Mestrado Profissional Em Ensino de História (PROFHISTÓRIA – CAPES).

#### Departamento de Serviço Social
O Departamento de Serviço Social forma profissionais capazes de planejar e executar políticas públicas e programas sociais voltados para o bem-estar coletivo e a integração do indivíduo na sociedade.

#### Instituto de Relações Internacionais
Criado em 1979, o Instituto de Relações Internacionais é o primeiro núcleo de desenvolvimento do estudo da área de Relações Internacionais no Brasil. O IRI dedica-se às atividades de ensino, pesquisa e publicações, com particular ênfase para a integração entre ensino e pesquisa.
O Instituto inaugura as suas atividades de ensino em 1987 com a criação do curso de mestrado, que em 20 anos de funcionamento formou mais de 140 profissionais que hoje ocupam posições destacadas no meio acadêmico, diplomático e em organismos internacionais[carece de fontes?].
Em 2001, consolida o seu programa de pós-graduação ao abrir inscrições para o primeiro curso de doutorado em relações internacionais do país. Logo em seguida, em 2003, começa a oferecer também o curso de graduação.

### Centro de Teologia e Ciências Humanas (CTCH)

#### Departamento de Arquitetura e Urbanismo
O Departamento de Arquitetura e Urbanismo (DAU) da PUC-Rio, foi inaugurado, em abril de 2015, potencializando a articulação existente entre pesquisa, extensão e ensino, nos níveis de graduação e pós-graduação, na área de Arquitetura e Urbanismo da PUC-Rio. Assim, desde de 2013, o DAU vem investindo massivamente na integração entre a graduação e a pós-graduação, considerada fundamental para a qualidade da formação profissional, por meio de atividades extracurriculares e projetos de iniciação científica.

#### Departamento de Artes & Design
O Departamento de Artes & Design oferece o curso de  Design - Comunicação Visual, Design - Mídia Digital, Design - Moda e Design - Projeto de Produto.
O curso de Mídia Digital conta com o professor Marcos Magalhães, realizador do AnimaMundi.

#### Departamento de Educação
O Departamento de Educação é responsável pelo curso de graduação em Pedagogia e dos cursos de pós-graduação em mestrado e doutorado em Educação em Ciênciais Humanas. Atualmente, ambos possuem conceito CAPES 7.
As principais linhas de pesquisa do departamento são:
- Formação de professores;

- Educação, Relações Sociais e Construção Democrática;

- Processos Culturais, Instâncias da Socialização e a Educação;

- Histórias das Ideias e Instituições Escolares[17]

#### Departamento de Filosofia
O Departamento de Filosofia da PUC-Rio visa a formação de pesquisadores e professores de Filosofia, tanto em seu curso de Graduação (Bacharelado e Licenciatura) como no de Pós-Graduação (Mestrado e Doutorado). Um dos mais tradicionais da Universidade, o Departamento de Filosofia possui um corpo docente permanente de 14 professores, todos com grau de doutorado e dedicados igualmente ao ensino e à pesquisa.

##### Linhas de Pesquisa
- Lógica e Filosofia da Linguagem  Análise crítica da tradição da filosofia analítica da linguagem, considerando suas origens históricas e o desenvolvimento de suas correntes contemporâneas. Análise de problemas relativos à fundamentação da filosofia da lógica e da matemática.
- Teoria do Conhecimento  Análise das principais questões relacionadas às condições de possibilidade, justificação e limites do conhecimento.
- História da Filosofia  Investigação de questões filosóficas, tanto de cunho teórico quanto de cunho prático, inserindo-as em seu processo de formação, com o objetivo de obter uma compreensão das condições que as geraram e suas respectivas soluções. Três momentos da História da Filosofia são priorizados pelas pesquisas do corpo docente: Filosofia Antiga; Filosofia Moderna; Filosofia Contemporânea.
- Ética e Filosofia Política  Reflexão sobre a ética e a politica, com ênfase na ótica da contemporaneidade. Estudam-se temas da ética e da filosofia política, particularmente aqueles abordados pelas filosofias moderna e contemporânea.
- Estética  De maneira geral, esta linha trata das questões contemporâneas da estética e da dimensão crítica mais ampla desta reflexão. Situa tais questões no pensamento filosófico moderno a partir das matrizes kantiana e hegeliana.
- Filosofia e a Questão Ambiental  Abordagem filosófica de questões relativas à crise ecológica global e às várias modalidades da relação do homem com a natureza. Concepções de natureza; relação natureza / cultura; espaço e natureza; crise e história; relação dos humanos com as outras formas de vida; éticas ecológicas; papel da ciência e da tecnologia; a controvérsia das mudanças climáticas (crenças e ceticismos); reinvenções da metafísica.

### Centro Técnico Científico (CTC)[18]

#### Departamento de Engenharia Civil e Ambiental
Há mais de 70 anos a Universidade forma engenheiros civis, inicialmente pela Escola Politécnica e desde 1968 pelo Departamento de Engenharia Civil. Em 2020 o número de egressos atingiu a marca de 3131 engenheiros civis e a partir de 2009 também é oferecido o curso de graduação em Engenharia Ambiental. Com a integração dos cursos de engenharia civil e engenharia ambiental, o departamento passou a ser denominado Departamento de Engenharia Civil e Ambiental em 2016 .
O Mestrado em Engenharia Civil foi o primeiro Programa de Pós-graduação em Engenharia Civil do Brasil (A Pós-Graduação no Brasil: Formação e Trabalho de Mestres e Doutores no País, volume 1, p. 203, Capes, 2002) nas áreas de Estruturas (1965) e Geotecnia (1967). Em 1969 já era reconhecido pelo CNPq como Centro de Excelência e pela Organização dos Estados Americanos (OEA) como Centro Latino-Americano de Pós-graduação. O curso de Doutorado foi iniciado em 1985, também nas áreas de Estruturas e Geotecnia. Nesses mais de cinquenta anos de existência, como pioneiro na pós-graduação em Engenharia Civil no país, o Programa contribuiu significativamente para a formação de recursos humanos qualificados, contando com egressos que atuam como docentes em mais de 100 universidades do país e do exterior, dentre as quais as principais IES públicas do Brasil .
Em 2009 foi criado o Mestrado Profissional em Engenharia Urbana e Ambiental com o objetivo de proporcionar uma visão ampla e multidisciplinar de um modelo de desenvolvimento sustentável para as cidades brasileiras, além de formar um profissional que reúna conhecimentos de planejamento urbano, engenharia ambiental, transportes, engenharia sanitária, infraestrutura, energia, administração, sociologia, logística, gerenciamento de resíduos e de recursos naturais em ambiente urbano .
Existe forte interação do programa de graduação com a pós-graduação, pois a grande maioria dos professores, com titulação acadêmica de doutorado, leciona disciplinas em ambos os níveis, propiciando um ambiente de pesquisa com oportunidades de participação direta dos alunos de graduação em projetos de pesquisa básica e desenvolvimento. O Departamento de Engenharia Civil e Ambiental conta com professores doutores como Alessandro Cirone, Antonio Krishnamurti Beleño de Oliveira, Daniel Carlos Taissum Cardoso, Deane Mesquita Roehl, Elisa Domingues Sotelino, Flávio de Andrade Silva, José Tavares Araruna Júnior, Lourdes Maria Silva de Souza, Luiz Fernando Campos Ramos Martha, Marina Bellaver Corte, Raquel Quadros Velloso e Sidnei Paciornik .

#### Departamento de Engenharia Elétrica
Fundado em 1947 o Departamento de Engenharia Elétrica é responsável pelo curso de engenharia elétrica. A partir 1963 criou o curso de mestrado em engenharia elétrica. Desde 1981 também é responsável pelo doutorado. Ambos os cursos de pós-graduação foram avaliados pelo CAPES como conceito 6.
O departamento também é responsável juntamento com departamento de mecânica pela habilitação em  Engenharia de Controle e Automação e com departamento de Informática pela habilitação em Engenharia de Computação. Além disso, divide a responsabilidade com os departamentos de química, física e engenharia de materiais sobre o curso Engenharia de Nanotecnologia.

#### Departamento de Engenharia Industrial
Desde sua criação em 1967, o Departamento de Engenharia Industrial (DEI) da PUC-Rio oferece atividades de ensino (graduação e pós-graduação), pesquisa e extensão de excelência, resultando na formação de Engenheiros e pesquisadores com carreiras de sucesso na Indústria e na Academia, publicações de altíssimo impacto em periódicos científicos qualificados nacionais e internacionais, e parcerias bem-sucedidas com a Sociedade. O DEI oferece o curso de Graduação em Engenharia de Produção, buscando preparar o aluno para uma atuação global e dar-lhe uma perspectiva socioeconômica, estimulando o intercâmbio internacional com conceituadas instituições de ensino no exterior, e recebendo alunos estrangeiros. Além disso, o DEI oferece três cursos de pós-graduação, sendo eles o Mestrado acadêmico em Engenharia de Produção, o Mestrado  profissional em Logística e o Doutorado em Engenharia de Produção, para atender à demanda de formação de pesquisadores e de profissionais altamente qualificados. O Departamento dispõe de moderna infraestrutura aos alunos e pesquisadores, incluindo laboratórios de pesquisa que lidam com grandes repositórios de dados, e métodos qualitativos, quantitativos e analíticos para pesquisa e treinamento, e recursos para ensino e pesquisa .

#### Departamento de Engenharia Mecânica
O Departamento de Engenharia Mecânica criado em 1948 é responsável, atualmente, pelos cursos:Engenharia Mecânica, Engenharia de Controle e Automação e Engenharia de Petróleo.
Desde de 1964, com a criação do curso de mestrado, também possui pós-graduação em que atualmente é referência, possuindo conceito 7 no CAPES. Possui curso de mestrado e doutorado nas áreas de Termociência, Petróleo e Energia e Mecânica Aplicada  e os cursos de Pós-Graduação Lato sensu:
- Engenharia de Dutos

- Engenharia de Petróleo

- Engenharia de Processo[32]

A prioridades atualmente desse departamento são :
- Integração com a indústria
- Participação da comunidade científica
- Interação com outras instituições
- Integração entre a graduação e pós-graduação[33]

#### Departamento de Informática
O Departamento de Informática é responsável pelos cursos de graduação em: Ciência da Computação, Sistema de Informação e Engenharia da Computação, este em parceria com departamento de engenharia elétrica.
Também possui sobre sua responsabilidade cursos de pós-graduação de mestrado e doutorado, ambos com nota máxima(sete) no CAPES. As suas principais áreas de pesquisa são:
- Banco de Dados
- Computação Gráfica
- Engenharia de Software
- Hipertexto e Multimídia
- Interação Humano Computador
- Linguagens de Programação
- Otimização e Raciocínio Automático
- Redes de Computadores e Sistemas Distribuídos
- Teoria da Computação[36]

#### Departamento de Matemática
Fundado em 1966 o Departamento de Matemática é responsável pelos cursos de graduação, mestrado e doutorado em matemática. Além disso, também controla a maioria das disciplinas de outros cursos que abordam o ensino de matemática.

#### Departamento de Química
O Departamento de Química oferece os cursos de graduação Química(bacharelado) e Engenharia Química e dos cursos de pós-graduação em química(mestrado e doutorado).

#### Outros Institutos do CTC
- Instituto Tecnológico da PUC-Rio - ITUC
- Ciclo Básico do Centro Técnico Científico - CBCTC
- Coordenação do Ciclo Profissional das Engenharias - CCPE

### Centro de Ciências Biológicas e da Saúde (CCBS)

#### Departamento de Medicina (Casa da Medicina)
Apesar de ainda não possuir um curso de graduação em Medicina, a PUC-Rio oferece cursos de pós-graduação na Escola Médica de Pós-Graduação, que faz parte da Casa da Medicina, localizada na Estrada da Gávea nº 36.
Existe, entretanto, planos para a criação de um curso de graduação do departamento ainda sem previsão de lançamento. Além de cursos de pós-graduação, o departamento também organiza frequentemente palestras.
As atividades práticas são exercidas em hospitais parceiros e também no Ambulatório São Lucas, situado na Casa da Medicina, que atende a população a preços populares.

#### Departamento de Nutrição
No primeiro semestre de 2023 iniciará a primeira turma de graduação em Nutrição da PUC-Rio. O curso será oferecido nas instalações da Casa da Medicina, localizada na Estrada da Gávea nº 36.

#### Instituto de Odontologia da PUC-Rio (IOPUC)
O IOPUC – Instituto de Odontologia da PUC nasceu em 1954, instalado numa casa no centro da cidade. Em 1999 chegou à Rua Marquês de São Vicente nº 389, na Gávea, onde reúne salas de aula para os cursos de pós-graduação, atualização e consultórios nos quais os estudantes põem em prática, com a supervisão de professores, os conhecimentos adquiridos. As especificações e seus atendimentos são separados por dias: Dentística (obturação) e Próteses (ponte fixa e removível) na segunda-feira; Implantes na terça-feira; Periodontia (tratamento de gengiva) e Ortodontia (aparelho dentário) na Quarta-feira; Endodontia (canal) na quinta-feira; e Ortodontia (aparelho dentário) na sexta-feira. A clínica oferece também atendimento dentário às comunidades, com preços adequados à renda de cada paciente.

## Admissão
A PUC-Rio adota quatro formas de ingresso para graduação: o Enem, o Abitur, o Baccalauréat e seu vestibular próprio. Por meio dessas provas, distribuem-se bolsas acadêmicas aos estudantes.

## Cultura
Em 1998, a sala da PUC Rio no Cu-SeeMe, programa de bate-papo com imagens desenvolvido pela Universidade de Cornell, era a maior do Brasil.